# VfL Hörde
Der VfL Hörde (offiziell: Verein für Leibesübungen 1912 e. V. Hörde) ist ein Sportverein aus dem Dortmunder Stadtteil Hörde. Die erste Fußballmannschaft spielte acht Jahre in der höchsten westfälischen Amateurliga.

## Geschichte
Der VfL Hörde entstand im Jahre 1920 durch die Fusion des 1912 gegründeten SV Roland Hörde mit dem ein Jahr später gegründeten TV Eintracht Hörde. Dieser schaffte im Jahre 1931 den Aufstieg in die seinerzeit erstklassige Bezirksliga Ruhr, wo die Mannschaft in der Saison 1931/32 auf Anhieb Platz vier erreichte. Am 11. November 1932 schrieb der VfL Sportgeschichte, als es ihm als ersten Dortmunder Verein überhaupt gelang, den FC Schalke 04 zu schlagen, der in der gleichen Saison deutscher Vizemeister wurde. Beide Treffer beim 2:1-Sieg auf Schalke erzielte der Hörder Mittelstürmer Ranke. Die Machtübernahme Adolf Hitlers führte zu einem tiefen Einschnitt. Vereinspräsident Ferdinand Schild musste sich wegen seines jüdischen Glaubens zurückziehen. Da der VfL die angeordnete Fusion mit dem Dortmunder SC 95 verweigerte, wurden die Hörder in die Bezirksklasse verbannt. Zwei Jahre später folgte der Abstieg in die Kreisklasse. Ab 1943 bildete der VfL mit dem SV Schüren und dem Hörder SC eine Kriegsspielgemeinschaft.
Nach Kriegsende wurde mit dem Sportring Hörde ein Zusammenschluss aller örtlichen Sportvereine gebildet, der jedoch nach einem Jahr wieder aufgelöst wurde. Im Jahre 1949 übernahm Max Michallek das Traineramt des VfL und führte seine Mannschaft prompt zum Aufstieg in die Bezirksklasse. Dort wurde der VfL 1952 Vizemeister hinter dem SV Schüren. Nach einer weiteren Vizemeisterschaft, dieses Mal hinter dem Dortmunder SC 95, gelang 1954 der Aufstieg in die Landesliga, die seinerzeit höchste Amateurliga Westfalens. Als Vorletzter der Saison 1954/55 folgte jedoch der direkte Wiederabstieg. 1956 wurde der erneute Landesligaaufstieg nach einer 1:5-Entscheidungsspielniederlage gegen Alemannia Dortmund verpasst. Die Rückkehr in die Landesliga gelang schließlich 1960, gefolgt von der Vizemeisterschaft in der Landesliga hinter dem Lüner SV. Im Jahre 1963 gelang nach einem 5:1-Sieg gegen die zweite Mannschaft des SSV Hagen der Aufstieg in die Verbandsliga, die seit 1956 die höchste westfälische Amateurliga bildet. 
Sportlicher Höhepunkt war die Saison 1967/68, in der die Hörder den fünften Platz erringen konnten. Als mehrere Leistungsträger den Verein verließen bzw. ihre Karrieren beendeten ging es sportlich bergab. 1970 stieg der VfL als abgeschlagener Tabellenletzter in die Landesliga ab, zwei Jahre später ging es in die Bezirksklasse, wo der VfL gleich in die 1. Kreisklasse durchgereicht wurde. 1976 kehrte der VfL Hörde in die Bezirksliga zurück und wurde zwei Jahre später Vizemeister hinter Arminia Ickern. 1985 stiegen die Hörder wieder in die Kreisliga A ab. Im Jahre 1991 trat die Fußballabteilung des DJK Westfalia Hörde dem VfL Hörde bei. 1997 stiegen die Hörder wieder in die Bezirksliga auf und mussten drei Jahre später wieder absteigen. In den Spielzeiten 2004/05 sowie 2010/11 gab es erneute Gastspiele in der Bezirksliga, ehe der Verein 2014 in die Kreisliga B abstieg.

## Persönlichkeiten
| - Klaus Brakelmann - Eckehard Eigenwillig - Julian Koch - Manfred Martinschledde | - Max Michallek - Jörg Mielers - Jürgen Weber |